# 仙台市立原町小学校
仙台市立原町小学校（せんだいしりつ はらのまちしょうがっこう）は、宮城県仙台市宮城野区原町にある公立小学校。通称「原小」（はらしょう）。

## 概要
1873年（明治6年）に開校した、歴史と伝統を持つ学校である。仙台市東部・原町の閑静な住宅地の中にあり、学区は西は小田原から東は日の出町までと、東西に長い。（宮城県の日本テレビ系地方局であるミヤギテレビもこの学区内にある）校舎は老朽化に伴い2003年に一時取り壊され、2005年（平成17年）春、新校舎が落成。体育館は校舎西側の2～3階（1階職員室・昇降口の上）に、プールは屋上にあるという珍しいつくりである。また、前述の新校舎工事のため2003・2004年（平成15・16年）度は、仙石線陸前原ノ町駅の南・宮城野区役所裏に建てたプレハブの仮設校舎で授業を行った。2008年（平成20年）度には校庭の一部が「柿の木ふれあい広場」として整備された。

## 柿の木児童合唱団
原町小には、合唱団がある。毎年、最初の発表は入学式での校歌演奏である。NHK全国学校音楽コンクールやこども音楽コンクールなどのコンクールで、全国大会に行き、入賞した実績がある。
- NHK全国学校音楽コンクールにおいての近年の成績
  - 第73回（平成18年度）大会：宮城県コンクール　銀賞　自由曲：「こぶた遁走曲」
  - 第74回（平成19年度）大会：宮城県コンクール　銀賞　自由曲：「キリストの顔」
  - 第75回（平成20年度）大会：宮城県コンクール　銅賞　自由曲：「三村ぬ姉小達」「雨どーい」（沖縄わらべうた）
  - 第76回（平成21年度）大会：宮城県コンクール　銀賞　自由曲：「鬼とおじいさん」
  - 平成6年には、全国大会に出場し、銀賞を受賞した。
- こども音楽コンクールにおいての近年の成績
  - 平成18年度大会・重唱部門：全国大会　優秀賞・第3位　自由曲：「3つの小さなうた」
  - 平成18年度大会・合唱部門：宮城地区大会　優秀賞　自由曲：「こぶた遁走曲」
  - 平成19年度大会・重唱部門：宮城地区大会　優良賞　自由曲：「さくら　さくら」
  - 平成19年度大会・合唱部門：宮城地区大会　優良賞　自由曲：「遊び唄六景」より
  - 平成20年度大会・重唱部門：宮城地区大会　優良賞　自由曲：「地球よ」
  - 平成20年度大会・合唱部門：宮城地区大会　優秀賞　自由曲：「1000年の木」
  - 平成21年度大会・重唱部門：宮城地区大会　優秀賞　自由曲：「待ちぼうけ」
  - 平成21年度大会・合唱部門：宮城地区大会　優良賞　自由曲：「鬼とおじいさん」
  - こちらのコンクールでも、平成4年には重唱部門の全国大会において文部科学大臣奨励賞・第1位　を受賞した。
- その他の活動
  - 第17回宮城県合唱アンサンブルコンテストにおいて、金賞（第4位）を受賞。
  - 平成17・19年度には、宮城球場で東北楽天ゴールデンイーグルスの試合前の開会式で国歌を斉唱した。
  - 平成17年度には、「鉄道の日」のイベントとして、仙台駅のコンコースでミニコンサートを開いた。

## 柿の木バンド
原町小では、吹奏楽団も活動しており、柿の木バンドと呼ばれている。全日本吹奏楽コンクールの地区大会では、入賞の常連校である。また、運動会の開会式での演奏や、地域の老人ホームへの訪問も行うなど、活動の幅は大きい。
- 2008年度の成績
  - 全日本吹奏楽コンクール仙台地区大会　銀賞
- 合唱団・バンドともに、本校体育館で行われる原町文化振興祭と、学習発表会（学芸会）では毎年演奏している。また、どちらも毎年2月頃に「お別れコンサート」が開かれ（合唱団のコンサートの一週間後にバンドのコンサートが開かれる）、6年生が引退する。

## 校木 ・柿の木
原町小学校の校木に指定されている柿の木は、多くの児童に親しまれ、柿の木合唱団・柿の木バンド・柿の木図書館(図書室)・柿の木放送局(放送室)・柿の木児童会などの名前の由来にもなり、また児童会の歌の中にも柿の木が登場する。柿の木は平成9年の台風で倒れてしまった後も、オブジェが学校に残されている。平成20年には、新しい柿の木が植樹された。

## 学区
大半の生徒は、仙台市立宮城野中学校に進学する。

## 所在地
- 宮城県仙台市宮城野区原町二丁目6番1号